# Uova alla scozzese
Le uova alla scozzese (in inglese scotch egg o egg ball) sono un piatto britannico, probabilmente inglese, spesso consumato come antipasto. Consistono in uova sode di gallina o di quaglia che, dopo essere state avvolte con carne tritata di maiale, vengono successivamente rivestite di pangrattato prima di venire cotte o fritte.

## Storia
Esistono diverse teorie sulle origini e l'etimologia delle uova alla scozzese. Tuttavia, a dispetto del suo nome, tale ricetta sarebbe stata inventata in Inghilterra. Sebbene si pensi che siano state inventate nel grande magazzino londinese di Fortnum & Mason nel 1738, il Culinary Delights of Yorkshire (1981) di Peter Bone afferma che sarebbero nate a Whitby, nello Yorkshire, durante il XIX secolo, e che fossero originariamente ricoperte di pasta di pesce piuttosto che di carne di salsiccia. Il loro nome proverrebbe da William J. Scott & Sons, un noto ristorante di Whitby che li vendeva. È stato anche suggerito che in origine fossero chiamate "scorch eggs" ("uova bruciate"), dato che erano cotte a fuoco vivo. Altri scrittori hanno notato somiglianze delle uova alla scozzese con un piatto della cucina Mughlai con carne e uova sode chiamato nargisi kofta ("polpette di Narciso") e un piatto algerino.
La prima ricetta stampata delle scotch egg appare nell'edizione del 1809 di A New System of Domestic Cookery di Maria Rundell che, così come altri autori del diciannovesimo secolo, li serviva caldi con la salsa gravy.
Oggi le uova alla scozzese sono divenute uno spuntino comune nel Regno Unito, dove vengono vendute in molti negozi e supermercati in diverse varianti e dove vengono servite in molti pub. Fra queste si possono citare le cosiddette Manchester egg, un uovo in salamoia avvolto in una miscela di carne di maiale e black pudding del Lancashire, e le uova di Worcester, che vengono imbevute nella salsa Worcestershire.